# Theretra sumatrensis
Theretra sumatrensis är en fjärilsart som beskrevs av James John Joicey och William James Kaye 1917. Theretra sumatrensis ingår i släktet Theretra och familjen svärmare. Inga underarter finns listade i Catalogue of Life.